# デンマーク領黄金海岸

デンマーク領黄金海岸／デンマーク領ギニア
Danske Guldkyst / Dansk Guinea (デンマーク語)

デンマーク＝ノルウェーと植民地

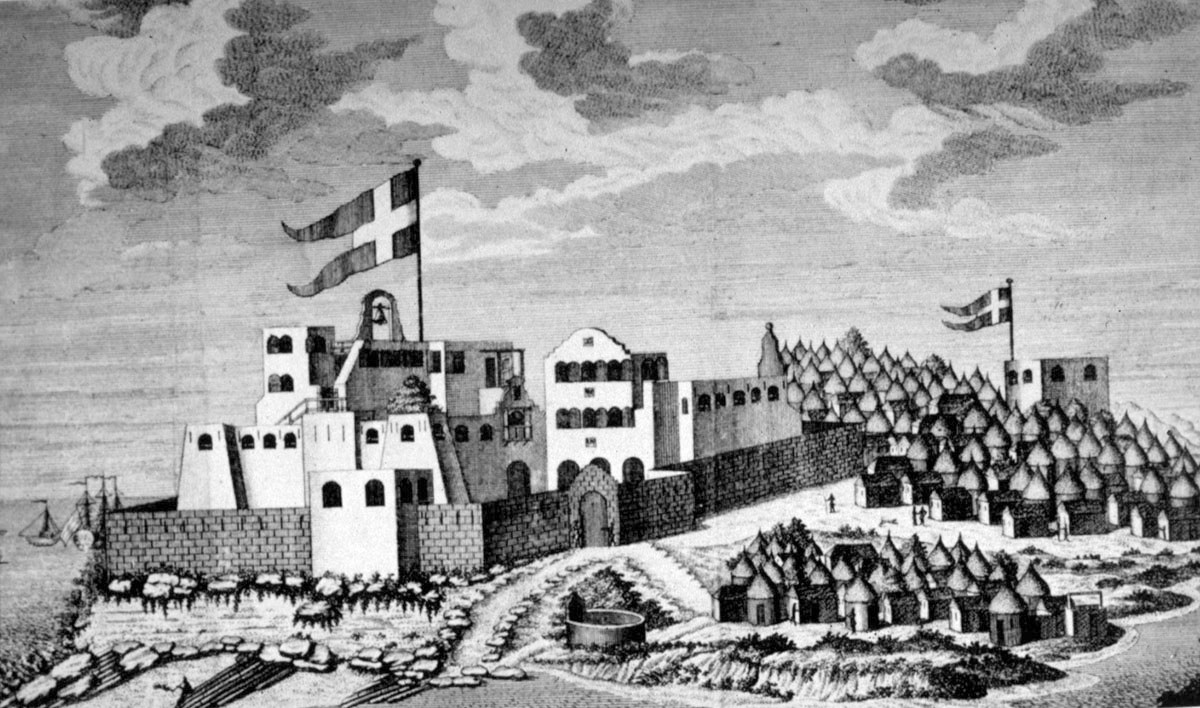
クリスチャンズボー砦、現在のオス城の絵画。右側の出城はPrøvestenen砦。

デンマーク領黄金海岸（デンマークりょうおうごんかいがん、デンマーク語: Danske GuldkystまたはDansk Guinea）は、デンマーク＝ノルウェーが支配していたアフリカ植民地である。ギニア湾岸の黄金海岸（現在のガーナ南東部）の一部であった。最初はデンマーク西インド会社（勅許会社）による間接統治で、後にデンマーク＝ノルウェーの直轄植民地となった。
デンマーク領黄金海岸は、1850年にデンマーク王国からイギリスに売却され、イギリス領黄金海岸となった。

## 歴史
デンマークによるこの地域への進出は遅く、ポルトガル、イングランド、オランダ、スウェーデンの後だった。1649年の終わり頃にホルシュタイン公国のグリュックシュタットからサントメに向けてデンマークの探検隊が出発した。1654年から1655年にかけて行われた別の探険航海の成功もあり進出を継続させた。
既に他のヨーロッパ諸国が拠点を構えていたため、後発のデンマークには困難があったが、1658年、ヘンドリク・カーロフがスウェーデン領のカールスボー砦を、デンマーク王の名の下に占領した。カーロフはまた、積荷を満載した商船「Stockholms Slott」も拿捕した。時を同じくして、ヨーロッパでのスウェーデンとデンマーク＝ノルウェーの戦争はロスキレ条約 (1658年)で1658年2月26日に終結した。この平和条約によって、「Stockholms Slott」などの戦利品は戦争に勝利したスウェーデンに返還されることになっていた。しかし砦と船は返還されなかった。この事件はスウェーデン王を激怒させ、戦争を再開する原因の一つになったとされる。コペンハーゲン条約 (1660年)によって1660年5月27日に戦争は終わり、スウェーデンはギニアの植民地に対する権利を放棄した。だが、コペンハーゲン条約が結ばれる前に、オランダは言葉巧みにデンマークから砦の権利を譲り受けていた。しかし、1664年にイギリスはこの砦を奪い、「ケープ・コースト城」と命名して、そのまま1877年までイギリス領黄金海岸の首府とした。
1659年の終わりに、デンマークは現地のフェツ人の王から砦を建設する許可を得た。そこで、カールスボーの近くにフレデリクスボーを建てた。これは1685年までのデンマークの手にあり、その後イギリスに売却されてフォート・ロイヤルと改名された。1661年の早期に、デンマークはアクラの王に金を支払って、オスに砦を建てる許可を得て、これをクリスチャン4世にちなんでクリスチャンズボー砦と名付けた。これがデンマーク領黄金海岸の首府となった。
これらはヨーロッパ人が黄金海岸を占領したことを意味するのではない。これらは、それぞれの地域の支配者の主権を認めた上で土地を借り、かわりに、時として厳しい条件を課せられた年貢を支払うものだった。ヨーロッパ人の影響範囲は、単に砦から大砲の弾が届く範囲だけと言われていた。当時の大砲の射程であるから、それは1キロメートル未満である。ヨーロッパ人は長らく地元の支配者達に依存していた。
もともとヨーロッパ人をこの地域に引きつけたのは黄金や象牙だったが、すぐにこの地の支配者達は何世紀にもわたってアラブ人商人に販売していた別の商品、つまり奴隷を売り込み始めた。アフリカでは戦争は日常茶飯事であり、奴隷貿易は既に組織化されていた。奴隷は各地のバラクーン（バラックの訛ったもの）と呼ばれる専用宿舎に集められ、そこからアフリカ人の奴隷商人によって沿岸部に連れ出された。奴隷の一団が中間業者によって連れて行かれる先であるヨーロッパの砦は、国の規模と関係なく、どれも小規模なもので、普通は数人の役人と、50人にも満たない兵士がいるだけだった。現地に不慣れなヨーロッパ人の死亡率は高く、一方ヨーロッパ人と現地女性との関係の結果として混血児の一団が出現しており、結果的に彼らは砦に勤務することようになっていった。規模の小ささとあいまって、砦は容易に外から隔離された。
1674年から1755年まで、入植地はデンマーク西インド＝ギニア会社によって管理されていた。1680年12月から1682年8月29日まで、ポルトガルはクリスチャンズボー砦を占領した。
1750年にデンマークの直轄植民地になった。1782年から1785年まではイギリスの占領下にあった。1850年3月30日、デンマーク領黄金海岸の植民地と砦はすべて英国に売却され、イギリス領黄金海岸となった。
その植民地管理者の肩書きは、1658年以来オヴァフートOverhovedだったが、1766年に知事guvernørに昇格された。

### デンマークの奴隷貿易
デンマーク人は17世紀半ばから19世紀初頭まで奴隷貿易に関与していた。デンマークの海軍と商船隊は、この時期にヨーロッパで4番目の規模だった。1660年代に黄金海岸植民地が設立された当初は「金や象牙などの商品が支配的」だったが、「18世紀の変わり目までに、奴隷はデンマークの貿易において最も重要な商品」となった。「大型奴隷船は、アフリカの海岸に到着すると、船室を一種の移動可能なショールームに変えるようにしばしば指示された」。18世紀全体を通しての集計では、「アフリカ人奴隷の輸出のうち、デンマークによるものは、黄金海岸からの総輸出の約5％を占めて」いた。特に、1780年代までで見れば、比率は10％にまで上昇する。
1672年、デンマーク西インド・ギニア会社は、カリブ海のセント・トーマス島に植民し、さらに1718年にはセント・ジョン島に、1733年にはセント・クロイ島にも植民し始めた。これらの領土はかなり小さく、合計面積350平方キロメートル(対馬島の約半分)でしかなかったが、「奴隷労働に依存した集中的で収益性の高い砂糖生産のため、デンマークの旗の下での大西洋奴隷貿易において最も重要になった」。その結果、「デンマーク西インド諸島の奴隷の死亡率は出生率よりも高かったため」、「毎年奴隷を輸入する必要があった」。これらの奴隷にされた人間のほとんどは「アフリカから直接」運ばれたが、残りは「外国のカリブ海の島々」から来た。
1803年に奴隷貿易が廃止された後、デンマークの植民者たちは「代わりに黄金海岸に綿、コーヒー、砂糖のプランテーション」を設立しようとしたが、ほとんど成功しなかった。1817年に「(黄金)海岸のデンマークのほぼすべての拠点は、クリスチャンズボー以外は見捨てられた」。そして1850年にはクリスチャンズボーも含めて英国に売却された。大西洋奴隷貿易を通じて、約1,250万人のアフリカ人が捕らえられ、そのうち1,070万人が南北アメリカに移送されたと推定されている。デンマークの奴隷貿易はこの貿易の約1％を占め、「約10万人のアフリカ人が輸出された」。デンマークは奴隷貿易を禁止した（1792年）最初のヨーロッパ植民地帝国だったが、この法律は1803年まで施行されず、違法取引は19世紀まで続いた。

## 要塞と集落

### 主な砦
次の砦は、1850年にすべての砦がイギリスに売却されるまで、デンマークが所有していた。
| 所在地         | 砦の名前           | 設立/ 占領 | 委譲   | 詳細                                                                                         |
| -------------- | ------------------ | ---------- | ------ | -------------------------------------------------------------------------------------------- |
| アクラ         | クリスチャンズボー | 1661年     | 1850年 | 1661年に建設。 1680年から1682年の間にポルトガル人によって占領された。 1850年にイギリスに売却 |
| オールドニンゴ | フレデンスボー     | 1734年     | 1850年 | 1850年にイギリスに売却                                                                       |
| ケタ           | プリンゼンスタイン | 1784年     | 1850年 | 1850年にイギリスに売却                                                                       |
| エイダ         | コンゲンステン     | 1784年     | 1850年 | 1850年にイギリスに売却                                                                       |
| テシ           | オーガスタボー     | 1787年     | 1850年 | 1850年にイギリスに売却                                                                       |

### 一時期だけ保持された砦と交易所
これらの主要な砦とは別に、いくつかの砦と交易所が一時的にデンマーク人によって保持されていた。
| 所在地         | 砦の名前           | 設立/ 占領 | 委譲   | 詳細                     |
| -------------- | ------------------ | ---------- | ------ | ------------------------ |
| ケープコースト | カールスボー砦     | 1658年     | 1660年 | スウェーデン領を一時占領 |
| アマンフル     | フレデリクスボー砦 | 1659年     | 1685年 | 1685年にイギリスに売却   |
| コング         | コングハイツ       | 1659年     | 1661年 |                          |